# Grand Slam (luta profissional)
No wrestling profissional, Grand Slam Champion é uma distinção feita a um lutador que ganhou os quatro principais títulos da WWE ou Impact Wrestling. Por causa disto, é necessário ser Triple Crown Champion para alcançar o Grand Slam Championship. Na WWE os títulos Europeu e Hardcore foram extintos, já TNA não existe mais a possibilidade de conquista do NWA World Heavyweight e NWA World Tag Team.

## WWE
Na WWE/F, o termo "Grand Slam Champion" foi originalmente usado por Shawn Michaels para descrever-se ao ganhar o European Championship em 20 de setembro de 1997. Michaels anteriormente já havia ganho o WWF Championship, o Intercontinental Championship e o Tag Team Championship com Diesel.

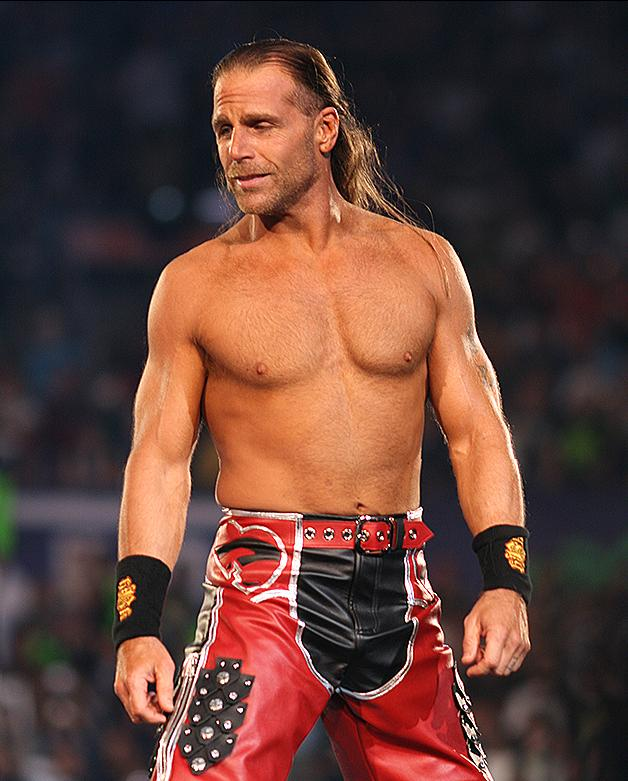
Shawn Michaels, o primeiro WWE Grand Slam Champion.

Em maio de 2001, o então WWF.com anunciou que o Hardcore Championship substituiu o European Championship para se tornar Grand Slam Champion. Kane, que derrotou Triple H pelo Intercontinental Championship no Judgment Day em 20 de maio de 2001, foi reconhecido como um Grand Slam Champion, porque ele havia "se tornado o único superstar na história da World Wrestling Federation que havia ganho o Intercontinental, bem como o Hardcore, Tag Team e WWF Championship".
Em abril de 2006, Kurt Angle foi reconhecido como um Grand Slam Champion no WWE.com, tendo vencido o WWE, WWE Tag Team, Intercontinental, e European Championship, indicando que o WWE Tag Team Championship era válido para se tornar Grand Slam Champion. Em agosto de 2007, o WWE.com publicou um artigo que listava os Grand Slam Champions, e Shawn Michaels era considerado o primeiro Grand Slam Champion. Era considerado o WWE, World Heavyweight, World Tag Team, Intercontinental, e European Championship. A inclusão do World Heavyweight Championship indica que a WWE considera que o título é aceitável para completar o Grand Slam.
No ECW One Night Stand em 2006, Rob Van Dam tornou-se o primeiro superstar adquirido pela WWE após a compra da World Championship Wrestling e Extreme Championship Wrestling em 2001 a se tornar Grand Slam Champion, quando ele derrotou John Cena pelo WWE Championship. Booker T tornou-se o segundo superstar adquirido a se tornar Grand Slam Champion, quando ele derrotou Rey Mysterio pelo World Heavyweight Championship no The Great American Bash. Booker já havia vencido o World Tag Team, Intercontinental, Hardcore Championship.
Após a WrestleMania 31, a WWE estabeleceu uma nova versão do Grand Slam - contendo os 4 titulos atualmente ativos na WWE, que são o WWE World Heavyweight, Intercontinental, United States e o Tag Team. Seis wrestlers foram reconhecidos como vencedores do Grand Slam neste novo parâmetro - incluindo três wrestlers que já foram reconhecidos como vencedores do Grand Slam em sua versão original.

### Lista de vencedores do Grand Slam na WWE
| Texto | Texto |
| --- | --- |
| Títulos em itálico | Indica que o título é uma alternativa a definição original do Grand Slam.                                                                         |
| Datas em itálico | O lutador ganhou o título, mas não contribui para o Grand Slam, pois ele já havia ganho o Grand Slam, ou já havia ganho um título de mesmo valor. |
| Datas em negrito | A data que o lutador ganhou o Grand Slam. |
| Nomes em negrito | Indica os vencedores do Grand Slam em ambos formatos.                                                                                             |
| Nomes coloridos | |
| | Ganhou todos os títulos do Grand Slam no formato original                                                                                         |
| | Ganhou o Grand Slam em sua definição original. |
| | Ganhou o Grand Slam com um ou mais títulos alternativos.                                                                                          |
| | Ganhou o Grand Slam com um ou mais títulos alternativos, mas ganharia também todos os títulos da definição original.                              |
| Datas colorias | |
| | Ganhou o título como membro do Raw. |
| | Ganhou o título como membro da ECW. |
| | Ganhou o título como membro do SmackDown. |
| | Ganhou o título antes da divisão de programas da WWE ou após do fim da divisão.                                                                   |
| Notas | |
| 1 ↑ O lutador atualmente não é empregado da WWE, ou se aposentou do wrestling. Futuros reinados não são possíveis.                         | |
| 2 ↑ Lutador é falecido. Futuros reinados não são possíveis.                                                                                | |
| 3 ↑ O World Tag Team Championship foi unificado com o WWE Tag Team Championship em 5 de abril de 2009. Futuros reinados não são possíveis. | |
| 4 ↑ O European e o Hardcore Championship são títulos extintos. Futuros reinados não são possíveis.                                         | |

#### Formato Original
| Campeão                  | Títulos primários       | Títulos primários          | Títulos de duplas                         | Títulos de duplas                           | Títulos secundários     | Títulos terciários         | Títulos terciários         |
| Campeão                  | WWE                     | World Heavyweight          | World Tag Team                            | WWE Tag Team                                | Intercontinental        | European                   | Hardcore                   |
| ------------------------ | ----------------------- | -------------------------- | ----------------------------------------- | ------------------------------------------- | ----------------------- | -------------------------- | -------------------------- |
| Shawn Michaels           | 31 de março de 1996     | 17 de novembro de 2002     | 28 de agosto de 1994 (com Diesel)         | 13 de dezembro de 2009 (com Triple H)       | 27 de outubro de 1992   | 20 de setembro de 1997     | futuro reinado impossível4 |
| Triple H                 | 23 de agosto de 1999    | 2 de setembro de 2002      | 29 de abril de 2001 (com Steve Austin)    | 13 de dezembro de 2009 (com Shawn Michaels) | 21 de outubro de 1996   | 17 de dezembro de 1997     | futuro reinado impossível4 |
| Kane                     | 28 de junho de 1998     | 18 de julho de 2010        | 13 de julho de 1998 (com Mankind)         | 19 de abril de 2011 (com Big Show)          | 20 de maio de 2001      | futuro reinado impossível4 | 1 de abril de 2001         |
| Chris Jericho            | 9 de dezembro de 2001   | 7 de setembro de 2008      | 21 de maio de 2001 (com Chris Benoit)     | 28 de junho de 2009 (com Edge)              | 12 de dezembro de 1999  | 2 de abril de 2000         | 28 de maio de 2001         |
| Kurt Angle               | 22 de outubro de 2000   | 10 de janeiro de 2006      | futuro reinado impossível3                | 20 de outubro de 2002 (com Chris Benoit)    | 27 de fevereiro de 2000 | 8 de janeiro de 2000       | 10 de setembro de 2001     |
| Eddie Guerrero           | 15 de fevereiro de 2004 | futuro reinado impossível2 | futuro reinado impossível2                | 17 de novembro de 2002 (com Chavo Guerrero) | 5 de setembro de 2000   | 3 de abril de 2000         | futuro reinado impossível2 |
| Rob Van Dam              | 11 de junho de 2006     | futuro reinado impossível1 | 31 de março de 2003 (com Kane)            | 7 de dezembro de 2004 (com Rey Mysterio)    | 17 de março de 2002     | 22 de julho de 2002        | 22 de julho de 2001        |
| Booker T                 |                         | 23 de julho de 2006        | 30 de outubro de 2001 (com Test)          |                                             | 7 de julho de 2003      | futuro reinado impossível4 | 4 de maio de 2002          |
| Jeff Hardy               | 14 de dezembro de 2008  | 7 de junho de 2009         | 29 de junho de 1999 (com Matt Hardy)      | futuro reinado impossível1                  | 10 de abril de 2001     | 8 de julho de 2002         | 10 de julho de 2001        |
| John "Bradshaw" Layfield | 27 de junho de 2004     | futuro reinado impossível1 | 25 de maio de 1999 (com Faarooq)          | futuro reinado impossível1                  | 9 de março de 2009      | 22 de outubro de 2001      | 3 de junho de 2002         |
| Christian                |                         | 1 de maio de 2011          | 2 de abril de 2000 (com Edge)             |                                             | 23 de setembro de 2001  | 30 de outubro de 2001      | 17 de março de 2002        |
| Big Show                 | 14 de novembro de 1999  | 18 de dezembro de 2011     | 22 de agosto de 1999 (com The Undertaker) | 26 de julho de 2009 (com Chris Jericho)     | 1 de abril de 2012      | futuro reinado impossível4 | 25 de fevereiro de 2001    |

#### Formato Atual
| Campeões       | Título primário                       | Título primário            | Título de duplas                            | Título de duplas                                     | Título secundário       | Título secundário       |
| Campeões       | WWE or World Heavyweight Championship | WWE Universal              | Raw Tag Team                                | SmackDown Tag Team                                   | Intercontinental        | United States           |
| -------------- | ------------------------------------- | -------------------------- | ------------------------------------------- | ---------------------------------------------------- | ----------------------- | ----------------------- |
| Kurt Angle     | 22 de outubro de 2000                 |                            | 20 de outubro de 2002 (com Chris Benoit)    |                                                      | 27 de fevereiro de 2000 | 22 de outubro de 2001   |
| Eddie Guerrero | 15 de fevereiro de 2004               | futuro reinado impossível2 | 17 de novembro de 2002 (com Chavo Guerrero) | futuro reinado impossível2                           | 3 de setembro de 2000   | 23 de julho de 2003     |
| Edge           | 8 de janeiro de 2006                  | futuro reinado impossível1 | 7 de novembro de 2002 (com Rey Mysterio)    | futuro reinado impossível1                           | 24 de julho de 1999     | 12 de novembro de 2001  |
| Big Show       | 14 de novembro de 1999                |                            | 26 de julho de 2009 (com Chris Jericho)     |                                                      | 1 de abril de 2012      | 19 de outubro de 2003   |
| The Miz        | 22 de novembro de 2010                |                            | 16 de novembro de 2007 (com John Morrison)  |                                                      | 23 de julho de 2012     | 5 de outubro de 2009    |
| Daniel Bryan   | 18 de agosto de 2013                  |                            | 16 de setembro de 2012 (com Kane)           | 7 de maio de 2018 (Com Eric Rowan )                  | 29 de março de 2015     | 19 de setembro de 2010  |
| Chris Jericho  | 9 de dezembro de 2001                 |                            | 28 de junho de 2009 (com Edge)              |                                                      | 12 de dezembro de 1999  | 9 de janeiro de 2017    |
| Dean Ambrose   | 19 de junho de 2016                   |                            | 20 de agosto de 2017 (com Seth Rollins)     |                                                      | 15 de dezembro de 2015  | 19 de maio de 2013      |
| Roman Reigns   | 22 de novembro de 2015                |                            | 19 de maio de 2013 (com Seth Rollins)       |                                                      | 20 de novembro de 2017  | 25 de setembro de 2016  |
| Randy Orton    | 7 de outubro de 2007                  |                            |                                             | 4 de dezembro de 2016 (com Bray Wyatt e Luke Harper) | 14 de dezembro de 2003  | 11 de março de 2018     |
| Seth Rollins   | 29 de março de 2015                   | 7 de abril de 2019         | 19 de maio de 2013 (com Roman Reigns)       |                                                      | 8 de abril de 2018      | 23 de agosto de 2015    |
| Jeff Hardy     | 14 de dezembro de 2008                |                            | 2 de abril de 2017 (com Matt Hardy)         | 9 de abril de 2019 (com Matt Hardy)                  | 10 de abril de 2001     | 16 de abril de 2018     |
| Kofi Kingston  | 7 de abril de 2019                    |                            | 22 de agosto de 2011 (com Evan Bourne)      | 23 de julho de 2017 (com Xavier Woods e Big E)       | 29 de junho de 2008     | 1 de junho de 2009      |
| Rey Mysterio   | 25 de julho de 2011                   |                            | 5 de novembro de 2002 (com Edge)            | 16 de maio de 2021 (com Dominik Mysterio)            | 5 de abril de 2009      | 19 de maio de 2019      |
| AJ Styles      | 11 de setembro de 2016                |                            | 10 de abril de 2021 (com Omos)              |                                                      | 8 de junho de 2020      | 7 de julho de 2017      |
| Kevin Owens    |                                       | 29 de agosto de 2016       | 1 de abril de 2023 (com Sami Zayn)          | 1 de abril de 2023 (com Sami Zayn)                   | 20 de setembro de 2015  | 2 de abril de 2017      |
| Finn Bálor     |                                       | 21 de agosto de 2016       | 2 de setembro de 2023 (com Damian Priest)   | 2 de setembro de 2023 (com Damian Priest)            | 17 de fevereiro de 2019 | 28 de fevereiro de 2022 |

## Total Nonstop Action Wrestling / Impact Wrestling

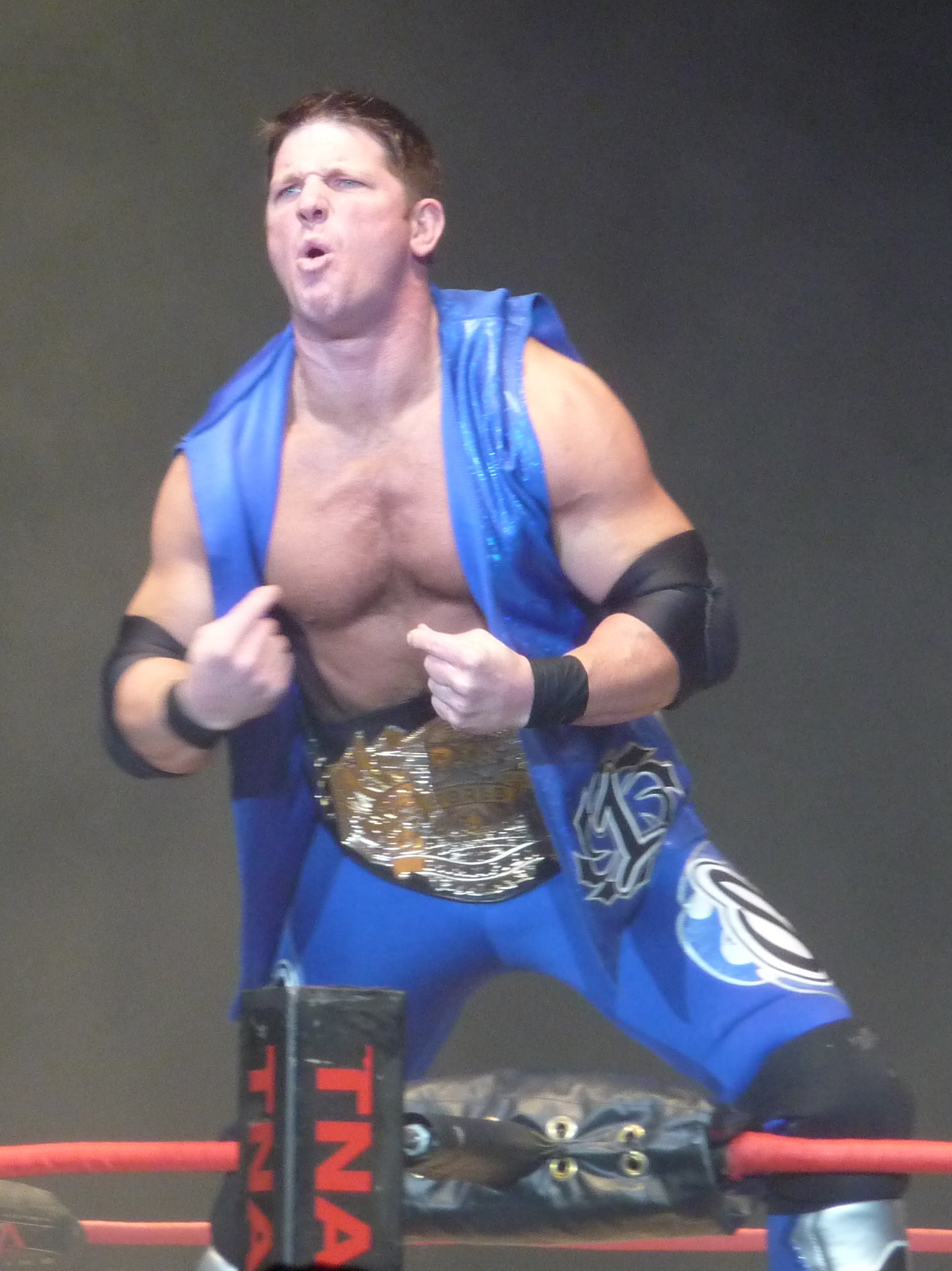
A.J. Styles, o primeiro TNA Grand Slam Champion.

O primeiro Grand Slam Champion da TNA foi "coroado" no pay-per-view Destination X em 15 de março de 2009. No referido evento, A.J. Styles derrotou Booker T pelo TNA Legends Championship. No episódio do TNA Impact! em 19 de março, Mike Tenay anunciou que Styles havia se tornado o primeiro Grand Slam Champion da TNA após ter ganho World Heavyweight (NWA e TNA), World Tag Team (NWA e TNA), TNA X Division e TNA Legends/Global/Television Championship. A partir de agosto de 2011, um limite de peso de 225 lb foi imposto para disputar o X Division Championship.

### Lista de vencedores do Grand Slam na TNA
| Texto                                                                              | Texto |
| ---------------------------------------------------------------------------------- | --- |
| Títulos em itálico                                                                 | Indica que o título é uma alternativa a definição original do Grand Slam.                                                                         |
| Datas em itálico                                                                   | O lutador ganhou o título, mas não contribui para o Grand Slam, pois ele já havia ganho o Grand Slam, ou já havia ganho um título de mesmo valor. |
| Datas em negrito                                                                   | A data que o lutador ganhou o Grand Slam. |
| Notas                                                                              | |
| 1 ↑ O título não pode mais ser usado pela TNA. Futuros reinados não são possíveis. | |

| Campeão     | Títulos primários          | Títulos primários      | Títulos de duplas                        | Títulos de duplas                  | Títulos secundários    | Títulos terciários            |
| Campeão     | NWA World Heavyweight      | TNA World Heavyweight  | NWA World Tag Team                       | TNA Tag Team                       | TNA X Division         | TNA Legends/Global/Television |
| ----------- | -------------------------- | ---------------------- | ---------------------------------------- | ---------------------------------- | ---------------------- | ----------------------------- |
| A.J. Styles | 11 de junho de 2003        | 20 de setembro de 2009 | 3 de julho de 2002 (com Jerry Lynn)      | 14 de outubro de 2007 (com Tomko)  | 19 de junho de 2002    | 15 de março de 2009           |
| Abyss       | 19 de novembro de 2006     |                        | 4 de fevereiro de 2004 (com A.J. Styles) |                                    | 16 de maio de 2011     | 9 de janeiro de 2011          |
| Samoa Joe   | futuro reinado impossível1 | 13 de abril de 2008    | futuro reinado impossível1               | 15 de julho de 2007 (Sem parceiro) | 11 de dezembro de 2005 | 27 de setembro de 2012        |
| Eric Young  | futuro reinado impossível  | 10 de abril de 2014    | 12 de outubro de 2004 (com Robert Roode) | 15 de abril de 2008 (com Kaz)      | 7 de dezembro de 2008  | 18 de outubro de 2009         |